# Srikakulam (distrikt)
Srīkākulam (engelska: Srikakulam district) är ett distrikt i Indien.   Det ligger i delstaten Andhra Pradesh, i den sydöstra delen av landet, 1 300 km sydost om huvudstaden New Delhi. Antalet invånare är 2 703 114. Arean är 5 837 kvadratkilometer. Srīkākulam gränsar till Rayagada.
Terrängen i Srīkākulam är varierad.
Följande samhällen finns i Srīkākulam:
- Srikakulam
- Palāsa
- Amudālavalasa
- Ichchāpuram
- Pālkonda
- Rāzām
- Chīpurupalle
- Tekkali
- Narasannapeta
- Sompeta
- Vīraghattam
- Mandasa
- Kotabommāli
- Kalingapatnam
- Pūndi
- Goppili
- Ganguvāda